# Período Dedálico

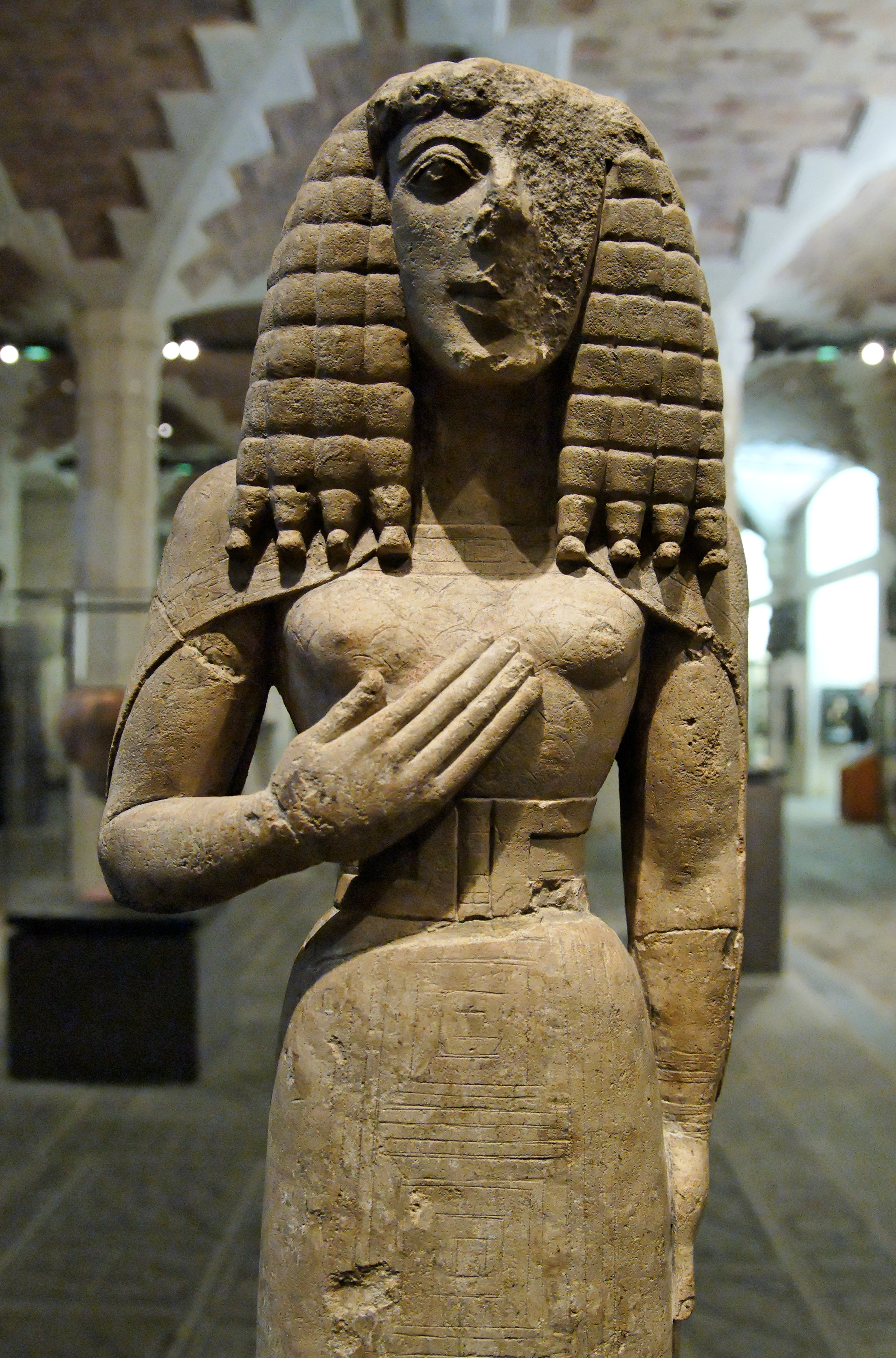
Kore dedálica chamada de Dama de Auxerre, c. 635 a.C., Museu do Louvre

Período Dedálico (c.650-600 a.C.) foi uma fase evolutiva da escultura da Grécia antiga. Recebeu este nome em associação com Dédalo, considerado o inventor da arte da escultura, apesar de que segundo Pausânias estátuas no estilo típico desta fase fossem conhecidas como daidala mesmo antes do tempo de vida de Dédalo. As origens do estilo são obscuras, mas estão possivelmente em Creta ou Corinto.
O Período Dedálico corresponde ao momento em que a escultura grega da figura humana deixava as pequenas proporções para se aproximar do tamanho natural, e seus traços traem a influência oriental - sendo a expressão na escultura do período que se chamou de Orientalizante na cultura grega - expressa na face triangular com olhos e nariz proeminentes, testa baixa e cabelos cacheados, e no modelado achatado e esquematizado do corpo, com pernas longas e cintura alta e estreita, semelhante à estatuária da Ásia Menor do mesmo período.
No Período Dedálico se consolidam dois modelos formais de grande importância para a escultura de vulto inteiro do Período Arcaico, o Kouros e a Kore, respectivamente o mancebo e a donzela, sendo ele sempre nu, e ela sempre vestida com longas túnicas, e apresentando ambos rígida frontalidade. No caso de relevos e placas decoradas se encontram variações significativas na postura e nas vestimentas.